# Bertus Klasen
Hubertus Klaas Adam (Bertus) Klasen (Oude Pekela, 26 februari 1889 – Winschoten, 17 april 1965) was een Nederlandse scheepsbevrachter, radiofabrikant en uitvinder.

## Biografie
Klasen was een zoon van de scheepsbevrachter Adam Christoforus Klasen en Jantina Pot. Hij was gehuwd met Maria Helena Meijer, dochter van de schilder Josephus Johannes Meijer en Maria Joanna Uters uit Oude Pekela.
Klasen was in zijn woonplaats Oude Pekela aanvankelijk werkzaam als scheepsbevrachter. In het begin van de 20ste eeuw werd hij radioamateur. Van amateurisme is hij vervolgens overgegaan tot de fabricatie van radiotoestellen. In 1922 is door hem de Radio-Apparaten-Fabriek H.K.A. Klasen in Oude Pekela opgericht.

## Octrooi
Bekend waren de door hem gefabriceerde AKAH-toestellen. Op de naam AKAH is door hem in 1927 octrooi aangevraagd. Hij heeft belangrijke verbeteringen in de radiotechniek aangebracht. Zo was hij de uitvinder van een nieuw ingebouwde membraanluidspreker. Hij was in 1928 de oprichter en exploitant van de radio-omroep in Oude Pekela, de voorloper van de Noord-Nederlandse Radio Centrale. In 1929 bracht hij de Philodijne en de Solodijne op de markt. In 1930 volgde een nieuw type AKAH-radiotoestel, de Grandiose II, een combinatie van grammofoon en radiotoestel. Daarna was de glorietijd van de AKAH-toestellen snel voorbij.

## Massaproductie
In 1928 ontstonden, onder andere door het verwerven van octrooien en de massaproductie van onderdelen en toestellen door de grote merken (Philips en Siemens), problemen voor Klasen die uiteindelijk de definitieve ondergang van Radio-Apparaten-Fabriek H.K.A. Klasen te Oude Pekela inleidden.

## Radiodistributie
In 1928 kreeg Klasen van Burgemeester en Wethouders van Nieuwe Pekela vergunning tot het bouwen van een radiocentrale in deze plaats. De uitzending voor Nieuwe Pekela vond echter plaats vanuit Oude Pekela. Op 23 april 1932 verleende het Staatsbedrijf van de PTT hem machtiging voor de radiodistributie in zijn woonplaats. Al spoedig verzorgde hij centrale uitzendingen in en rond Oude Pekela, waaronder Nieuwe Pekela, Westerlee, Onstwedde, Stadskanaal en enkele buurtschappen. Via deze centrale kon men aanvankelijk twee zenders beluisteren, nl. de stations Hilversum en Huizen; later volgden ook buitenlandse zenders. Zijn werk op dit gebied werd later door de PTT overgenomen.

## Maatschappelijk Leven
In het maatschappelijk leven was Klasen sinds 1936 oprichter en bestuurslid van de Oranjevereniging. Binnen de R.K. gemeente van Oude Pekela was hij een tijdlang penningmeester van de plaatselijke Sint-Vincentiusvereniging.
Klasen overleed in het ziekenhuis te Winschoten. Hij ligt, met zijn echtgenote, begraven op het R.K. kerkhof te Oude Pekela.